# Labium longicorne
Labium longicorne là một loài tò vò trong họ Ichneumonidae.